# Droga wojewódzka nr 642
Droga wojewódzka nr 642 (DW642) – droga wojewódzka o długości 20 km, łącząca drogę nr 592 w Sterławkach Wielkich z DK16 w Woźnicach. Droga w całości położona jest na terenie województwa warmińsko-mazurskiego i przebiega przez powiat giżycki oraz powiat mrągowski.
Trasa biegnie przez historyczą część ziem należących do plemion Pruskich Galindów, na którym to położone jest miasto Ryn. W centrum miasta znajduje się zamek, który został wzniesiony przez zakon krzyżacki około 1337 roku. Zabytkiem Rynu jest również wiatrak typu holenderskiego z II poł. XIX wieku.

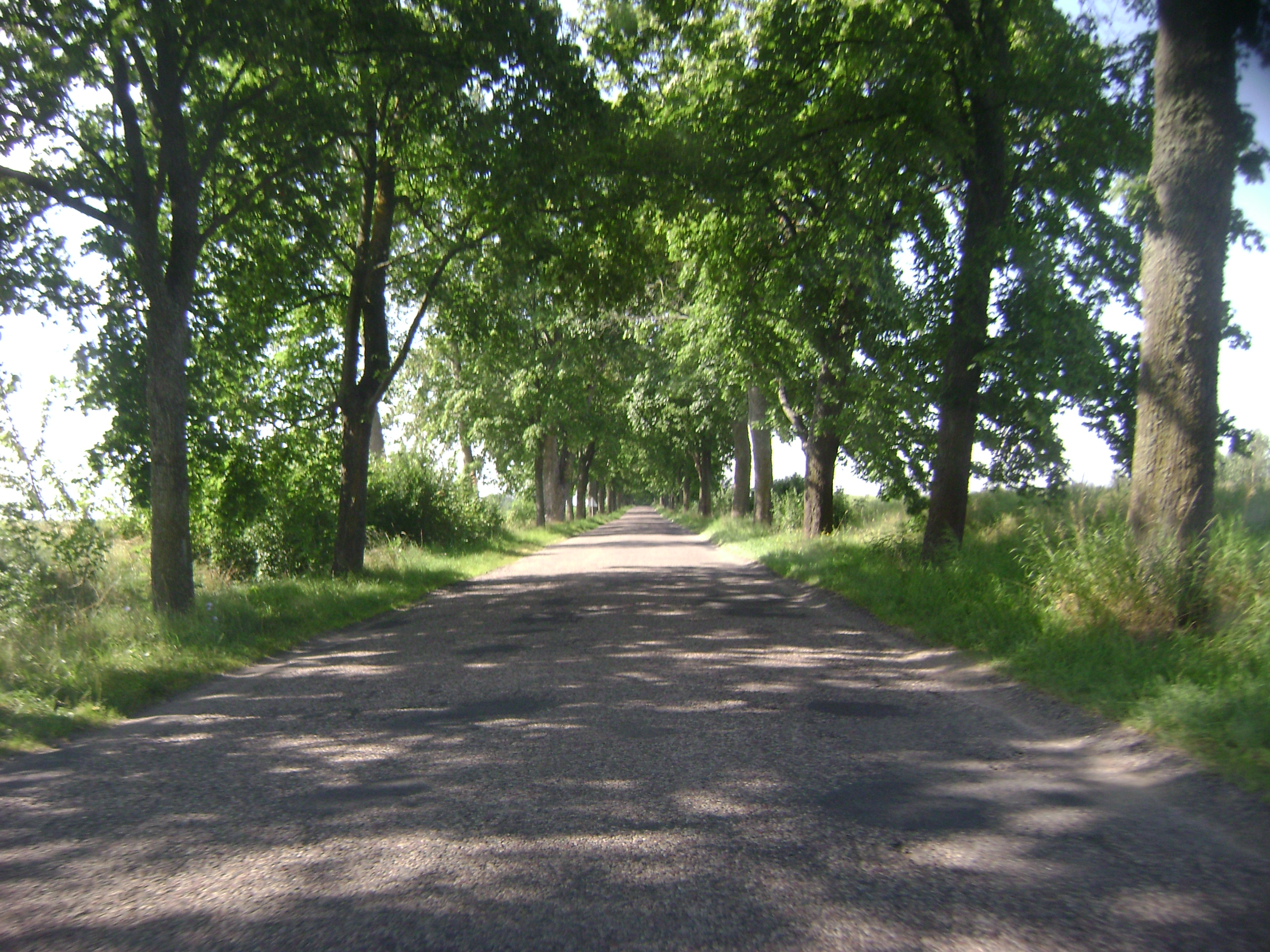

## Miejscowości leżące przy trasie 642
Powiat giżycki
- Sterławki Wielkie (droga 592)
- Ryn (droga 59)
- Zielony Lasek (powiat giżycki)

Powiat mrągowski
- Woźnice (droga 16)